# Péroy-les-Gombries
Péroy-les-Gombries település Franciaországban, Oise megyében. Lakosainak száma 1217 fő (2022. január 1.). Péroy-les-Gombries Boissy-Fresnoy, Nanteuil-le-Haudouin, Ormoy-Villers, Versigny és Villers-Saint-Genest községekkel határos.

## Népesség
A település népességének változása:
| Lakosok száma | 964  | 1071 | 1138 | 1137 | 1150 | 1174 | 1189 | 1203 | 1217 |
|               | 2013 | 2015 | 2016 | 2017 | 2018 | 2019 | 2020 | 2021 | 2022 |